# Fëa Livia
Fëa Livia (kort kallad Fëa) var en tidskrift som utkom med fyra nummer per år 1993 - 2006 med stöd av kulturrådet och Sverok. Tidningen handlade om lajv och levande rollspel. 
Under 1990-talet, innan Internets genombrott, var tidningen Fëa Livia och fansinet Strapats de viktigaste kanalerna för intern lajvdebatt och information om vilka lajvarrangemang som planerades.